# 오만 올림픽 위원회
오만 올림픽 위원회(아랍어: اللجنة الأولمبية العمانية, 영어: Oman Olympic Committee)는 오만을 대표하는 국가 올림픽 위원회이다. IOC 코드는 OMA이다. 본부는 무스카트에 있으며 아시아 올림픽 평의회에 소속되어 있다.
1982년에 설립했으며 같은 해에 국제 올림픽 위원회의 승인을 받았다. 올림픽, 아시안 게임을 비롯한 국제 스포츠 대회에 참가하는 오만의 선수들을 대표한다.